# David McAllister
David James McAllister (født 12. januar 1971 i Vestberlin) er en tysk politiker (CDU). Han var formand for CDUs fraktion i landdagen i Niedersachsen. Han har været medlem af landdagen siden 1998, og blev generalsekretær i CDU Niedersachsen i 2002. Efter landdagsvalget i 2003, da CDU dannede regering med Christian Wulff som statsminister, blev han parlamentarisk leder. Fra 2010 til 2013 var han Niedersachsens ministerpræsident, men tabte landdagsvalget i 2013.
Han er af skotsk og tysk oprindelse. Efter aftjening af værnepligten ved panserbataljon 74 i Cuxhaven 1989–1991 studerede han fra 1991 til 1996 jura ved Universität Hannover med legat fra Konrad-Adenauer-Stiftung. Han engagerede sig samtidigt i Junge Union og i lokalpolitik for CDU.